# Pfarrkirche Friedlach

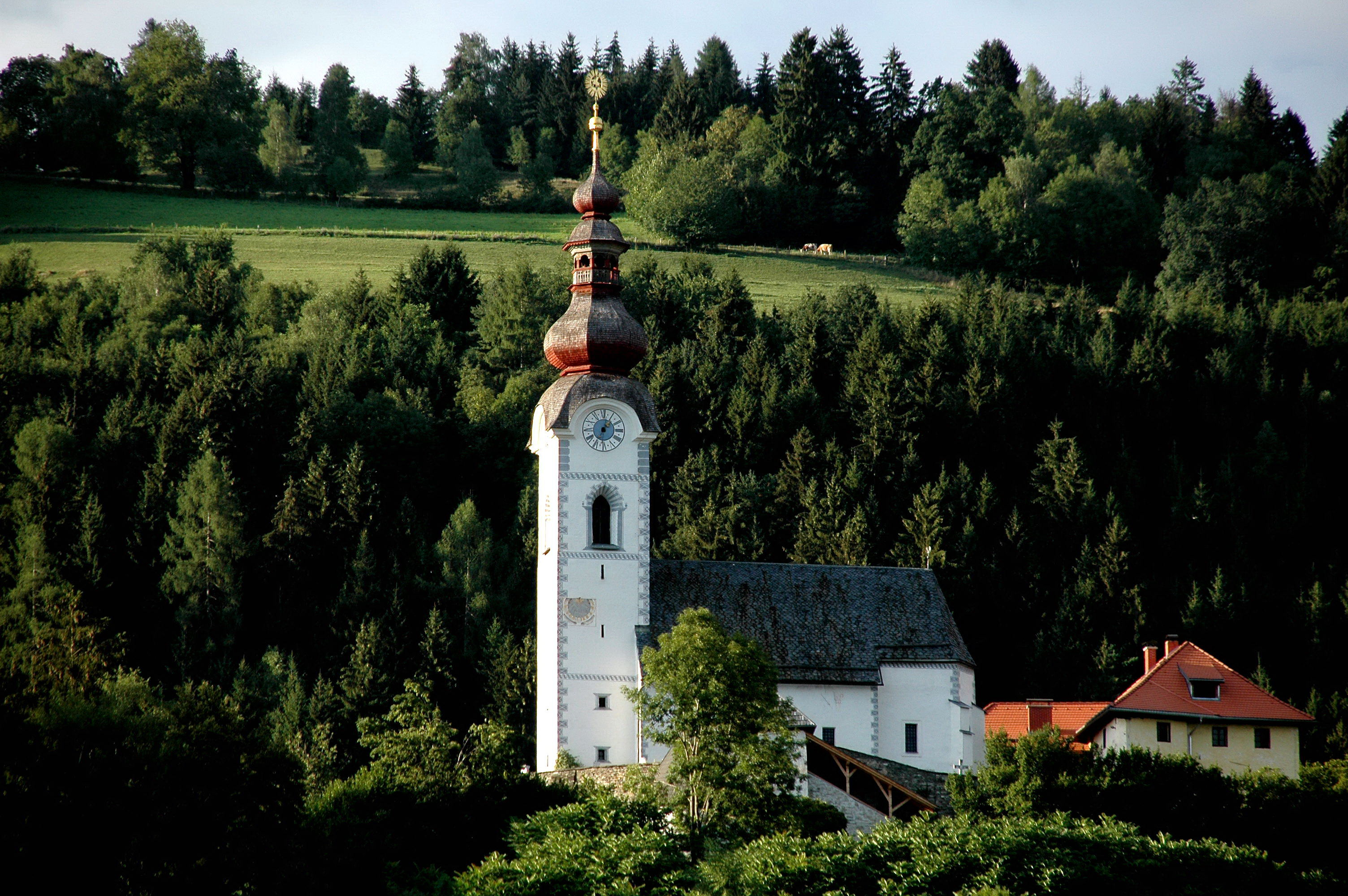
Ansicht von Süden, aus dem Glantal

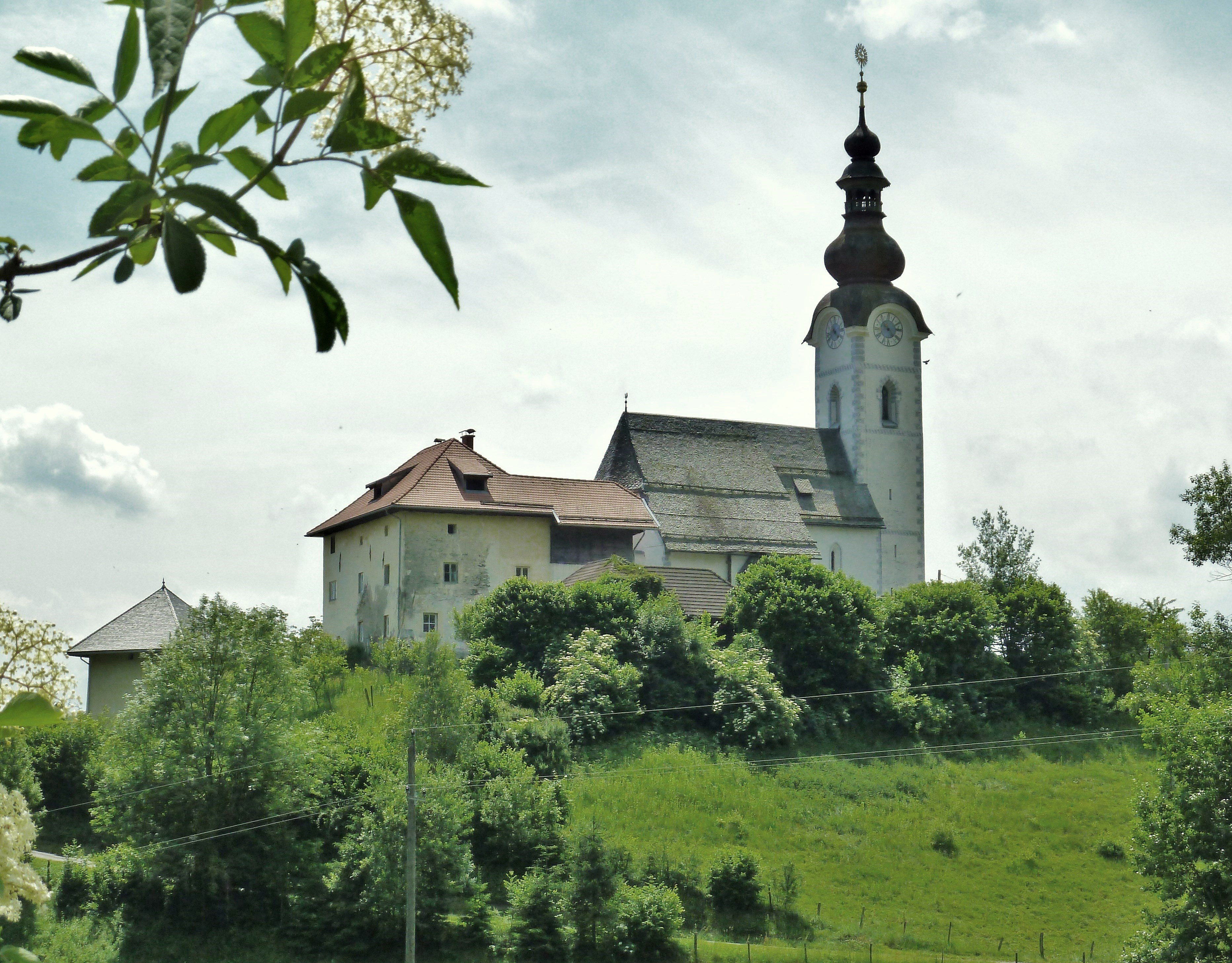
Ansicht von Norden

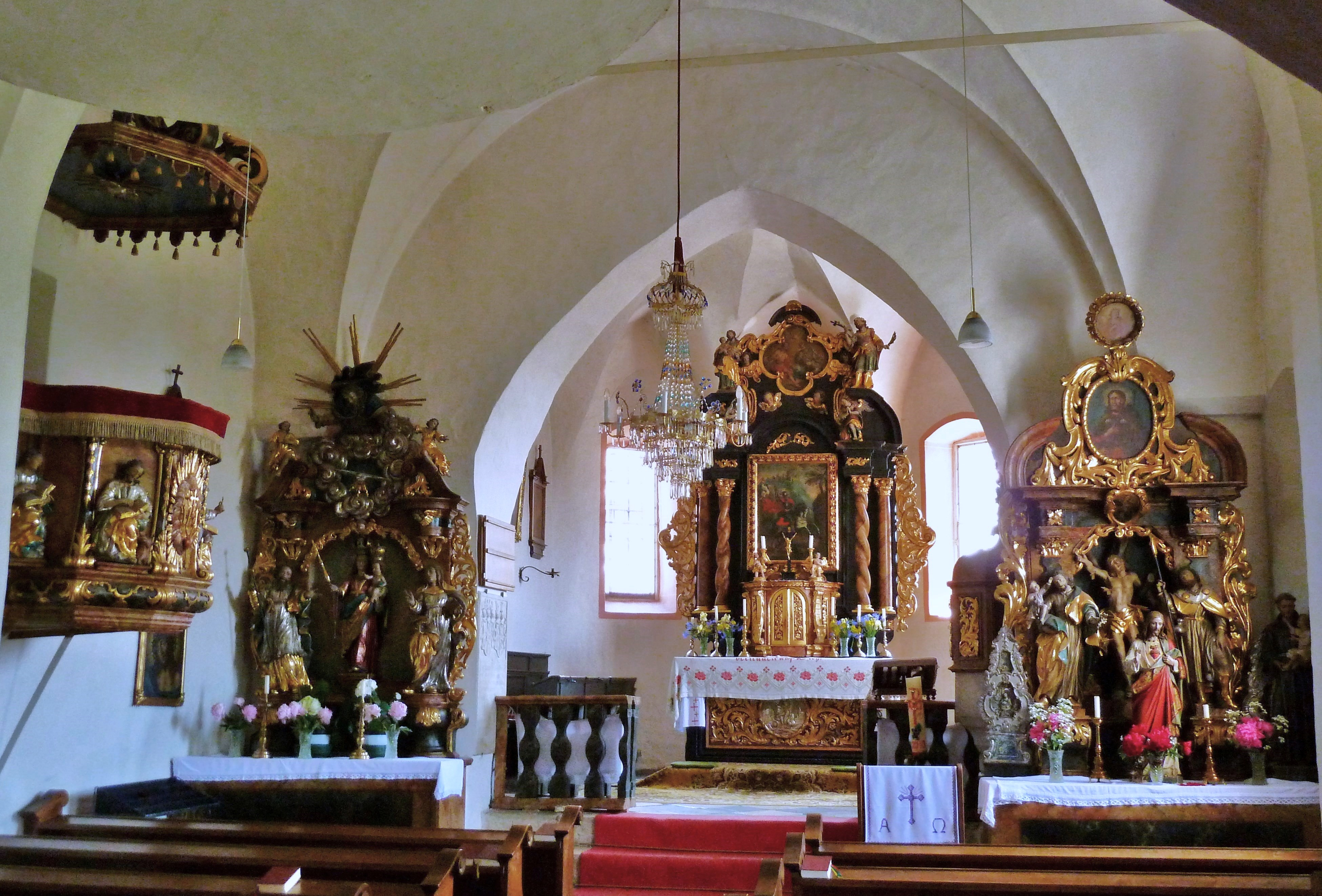
Innenansicht

Die dem heiligen Georg geweihte Pfarrkirche Friedlach steht zusammen mit dem Pfarrhof isoliert auf einer Anhöhe über der Ortschaft Friedlach in der Gemeinde Glanegg. Die Kirche ist Schauplatz einer Schlangensage.

## Geschichte

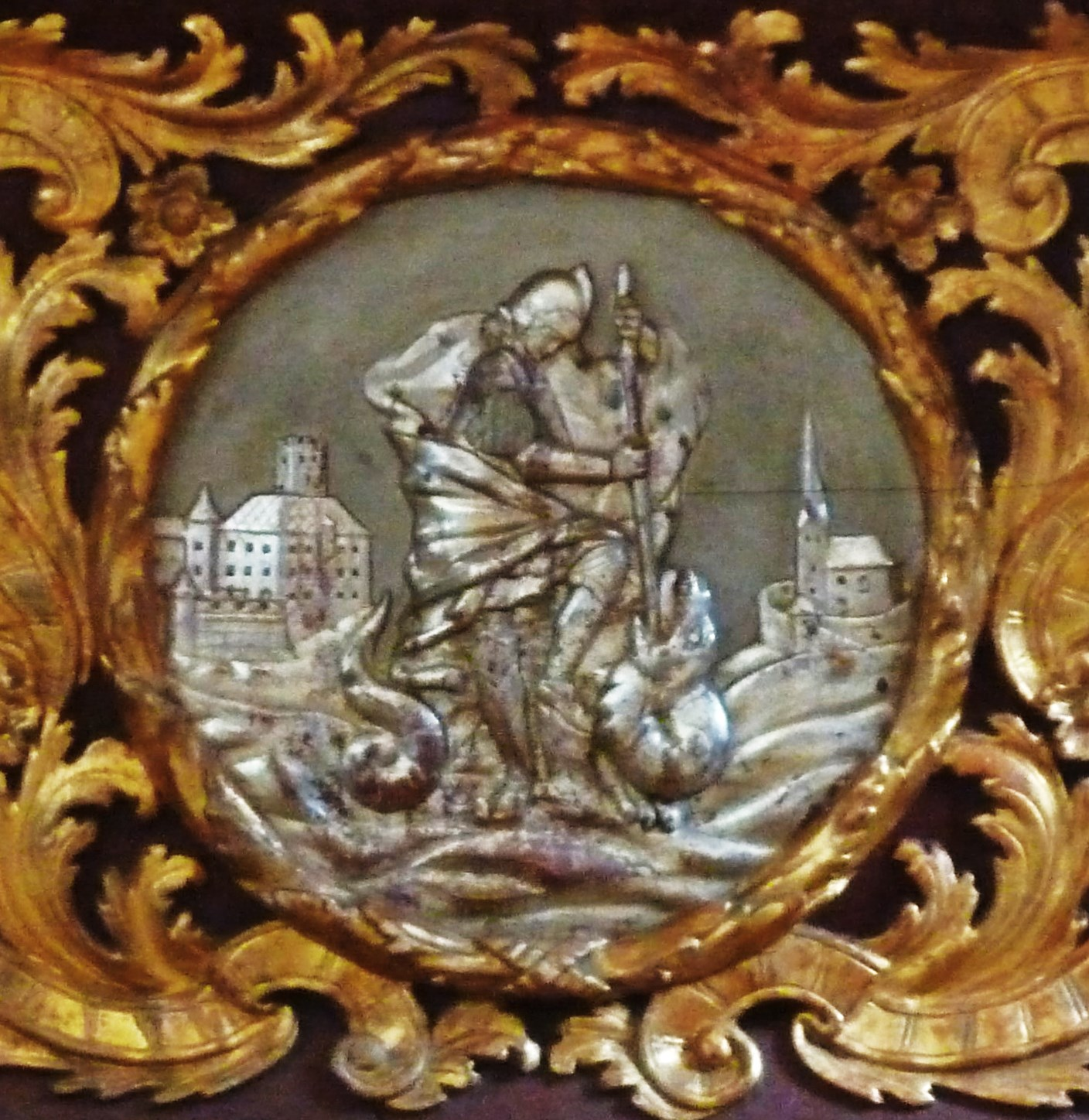
Darstellung des hl. Georg zwischen der Burg Glanegg und der Pfarrkirche Friedlach. Medaillon im Antependium des Hochaltars

Als Pfarre wurde Friedlach erstmals 1169 genannt. Eine Kirche wurde erstmals zwischen 1214 und 1218 erwähnt. 1273 tagte hier das oberste Landgericht unter dem Vorsitz des Kärntners Herzog. In einem Stiftungsbrief nannte 1380 Wilhelm von Glanegg die Kirche als Grabkirche seiner Vorfahren.

## Baubeschreibung
Die wehrkirchenartige Anlage ist von einer ovalen Ringmauer umgeben. Von der Südseite führt ein modern überdachter Aufgang zur Kirche. Das Gotteshaus ist überwiegend ein Bau aus der ersten Hälfte oder der Mitte des 15. Jahrhunderts, wobei der Kern des Langhauses vermutlich aus der Romanik stammt. Unter dem von gestuften steilen Strebepfeilern gestützten Chor befindet sich ein Beinhaus. Der Turm mit Schießscharten und spitzbogigen Schallöffnungen wird von einem barocken Zwiebelhelm bekrönt. Die an der Südseite des Turmes angebrachte Wappentartsche mit einer Schelle stellt wahrscheinlich das Wappen der Ernau da. Das bemerkenswerte Architekturdekor mit diamantierten Eckquadern, Laufender-Hund-Friesen und aufwendigem Fensterdekor entstand um 1600. Die Fenster an Langhaus und Chor stammen überwiegend aus dem Barock oder später, nur an der Nordseite des Langhauses hat sich ein originales Fenster des 14. Jahrhunderts erhalten. 1986 wurden die Dächer der Kirche mit Steinplattln gedeckt. Vor dem gefasten Südportal aus spätgotischer Zeit stehen ein wohl gotisches Taufbecken, ein Weihbrunnenkessel von 1643 sowie ein Opfertisch von 1704.
Im Inneren zeigt sich der Sakralbau als Wandpfeilerkirche. Über dem dreijochigen Langhaus erhebt sich ein gratiges barockes Gewölbe mit jeweils einer Drei- oder Vierpassvertiefung in der Mitte jedes Gewölbejoches. Die gemauerte Westempore ist tonnenunterwölbt mit seitlichen Stichkappen und gotischen Tartschen an der Stirn. Der vorspringende Orgelerker entstand in der Mitte des 18. Jahrhunderts. Von der Empore führt eine gefaste gotische Tür ins Turmuntergeschoß. In der Langhaus-Nordwand befindet sich ein Rittergrabstein von 1538.
Ein spitzbogiger Triumphbogen verbindet das Langhaus mit dem um vier Stufen erhöhten Chor. Über dem Chorjoch und dem Dreiachtelschluss erhebt sich ein gratiges Gewölbe aus dem 15. Jahrhundert. Von der Chornordwand führt ein rundbogiges Portal in die Sakristei mit gratigem Tonnengewölbe und Stichkappen aus dem 15. Jahrhundert. An der Chorsüdwand befindet sich eine spitzbogige Sakramentsnische.

## Einrichtung
Alle drei Altäre der Kirche entstanden um 1720. Der Hochaltar zeigt im Mittelbild den heiligen Georg und im Aufsatzbild die heilige Dreifaltigkeit. Das Antependium ist mit Reliefschnitzereien versehen.
Der linke Seitenaltar trägt im Hauptgeschoß eine Madonnenfigur aus der Mitte des 17. Jahrhunderts, flankiert von den heiligen Joachim und Anna. Im Aufsatz ist Gottvater zu sehen. Am Altar steht ein barockes Heilig-Haupt-Bild.
Am rechten Seitenaltar steht zwischen den Statuen der heiligen Josef und Rochus eine Figur des heiligen Sebastian, die wohl auf die Stiftung eines Sebastiansaltars von 1636 zurückgeht.
Die zwischen 1725 und 1730 gefertigte Kanzel wird Johann Pacher zugeschrieben. In den Korbfeldern sind zwischen den Pilastern in Hochreliefs die vier Evangelisten halb kniend dargestellt.
Das um 1730/1740 gemalte Leinwandbild mit der Darstellung der Himmelfahrt der heiligen Kunera ist mit „H. Bunerä Viehärztin“ bezeichnet und stammt laut Pfarrchronik aus der Burgkapelle Glanegg. Zur weiteren Ausstattung der Kirche zählen ein Leinwandbild des heiligen Johannes Nepomuk aus dem zweiten Viertel des 18. Jahrhunderts, ein Leinwandbild einer Pieta, bezeichnet mit „16. A.S.F.V.S.76“ sowie Leinwandbilder der Heiligen Apollonia und Dorothea aus der zweiten Hälfte des 17. Jahrhunderts.

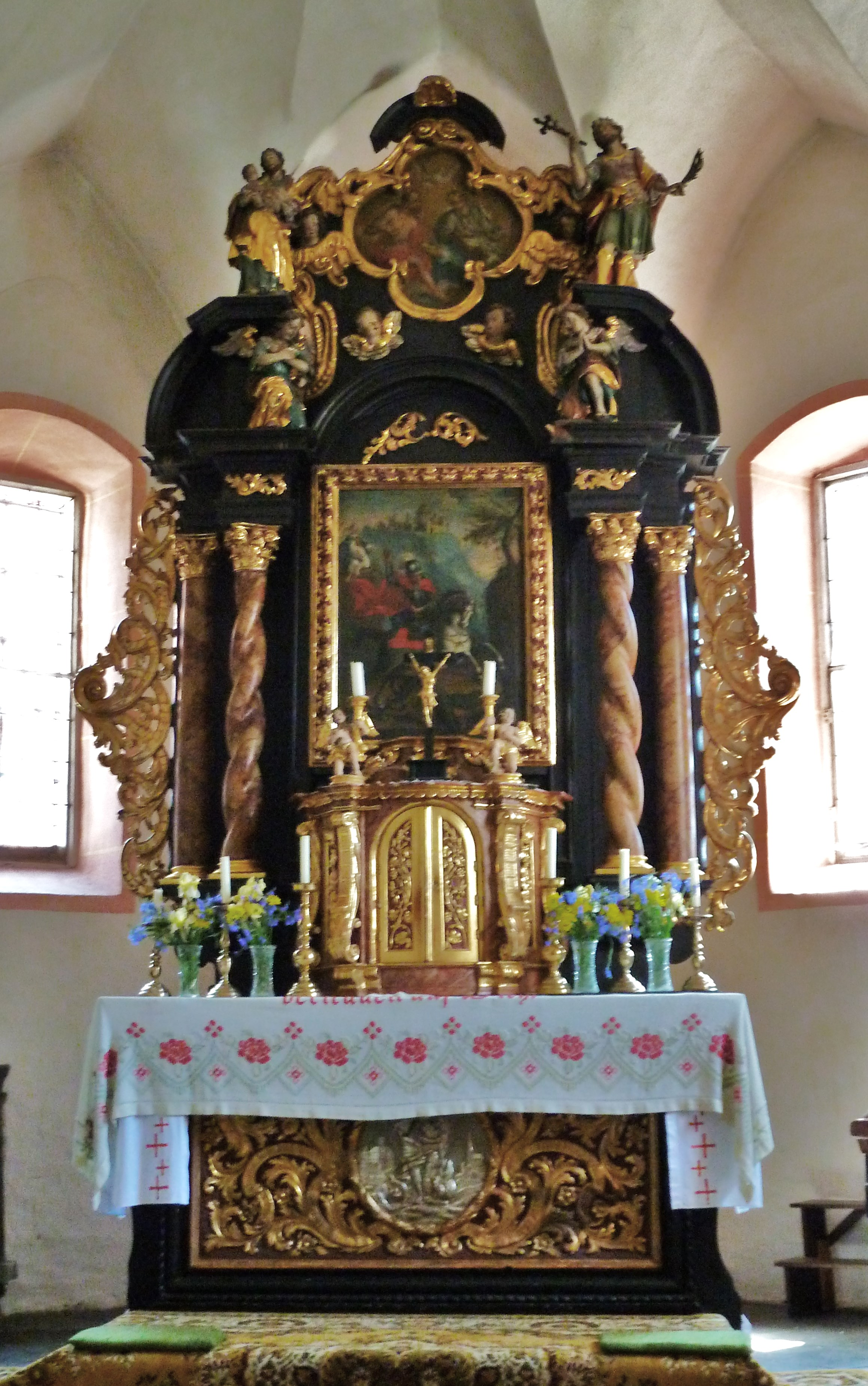
Hochaltar
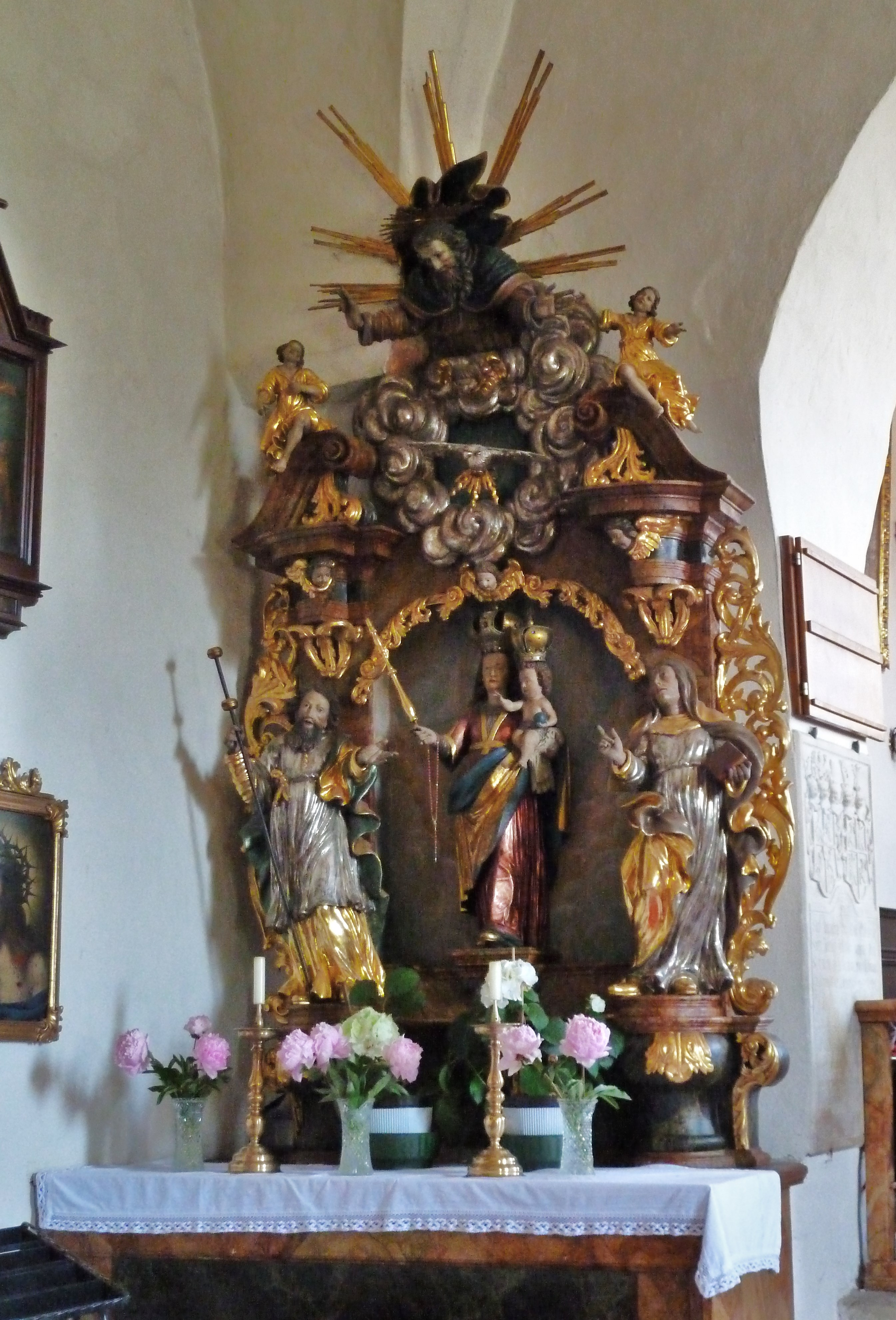
Linker Seitenaltar
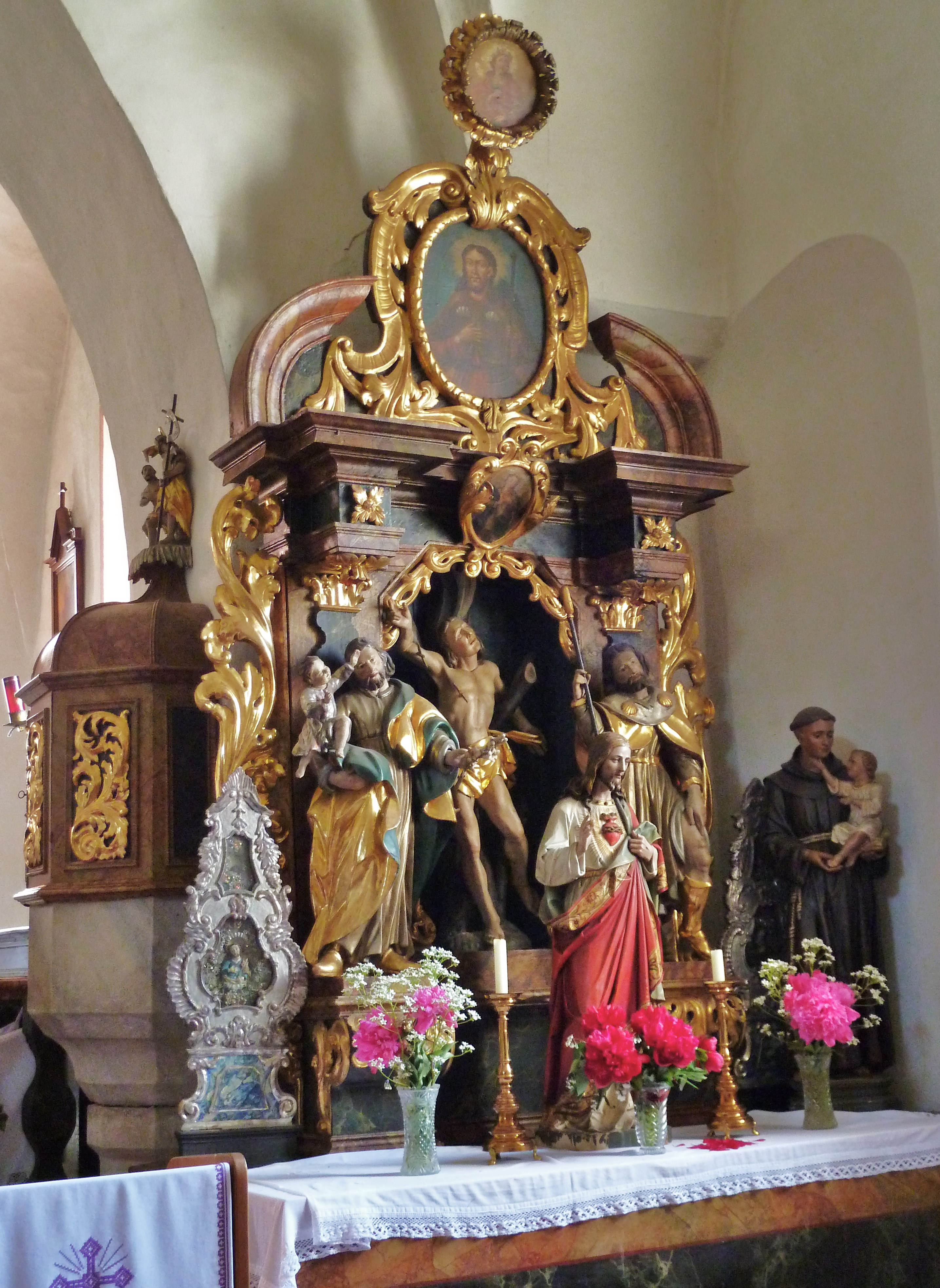
Rechter Seitenaltar
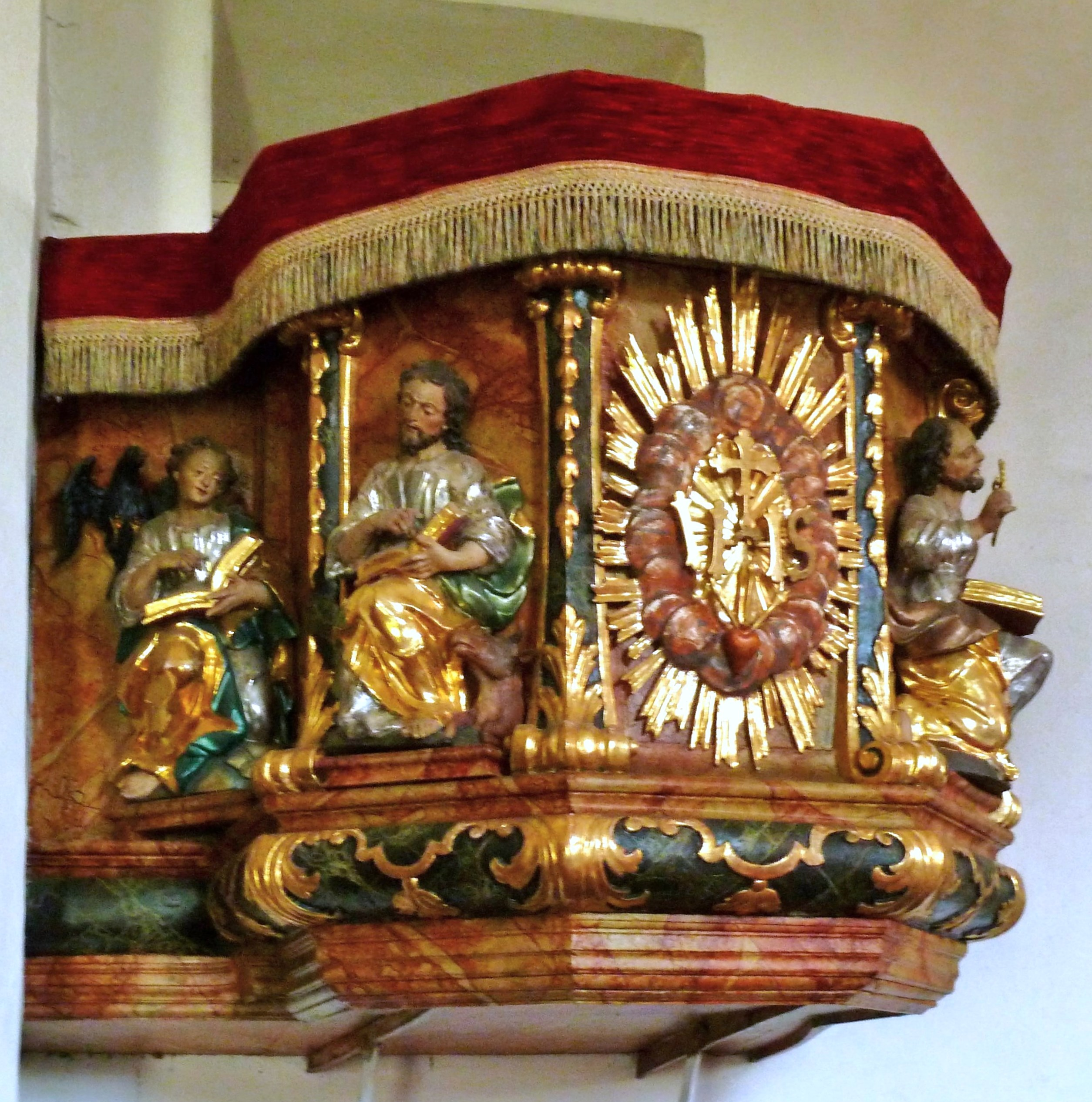
Korb der Kanzel
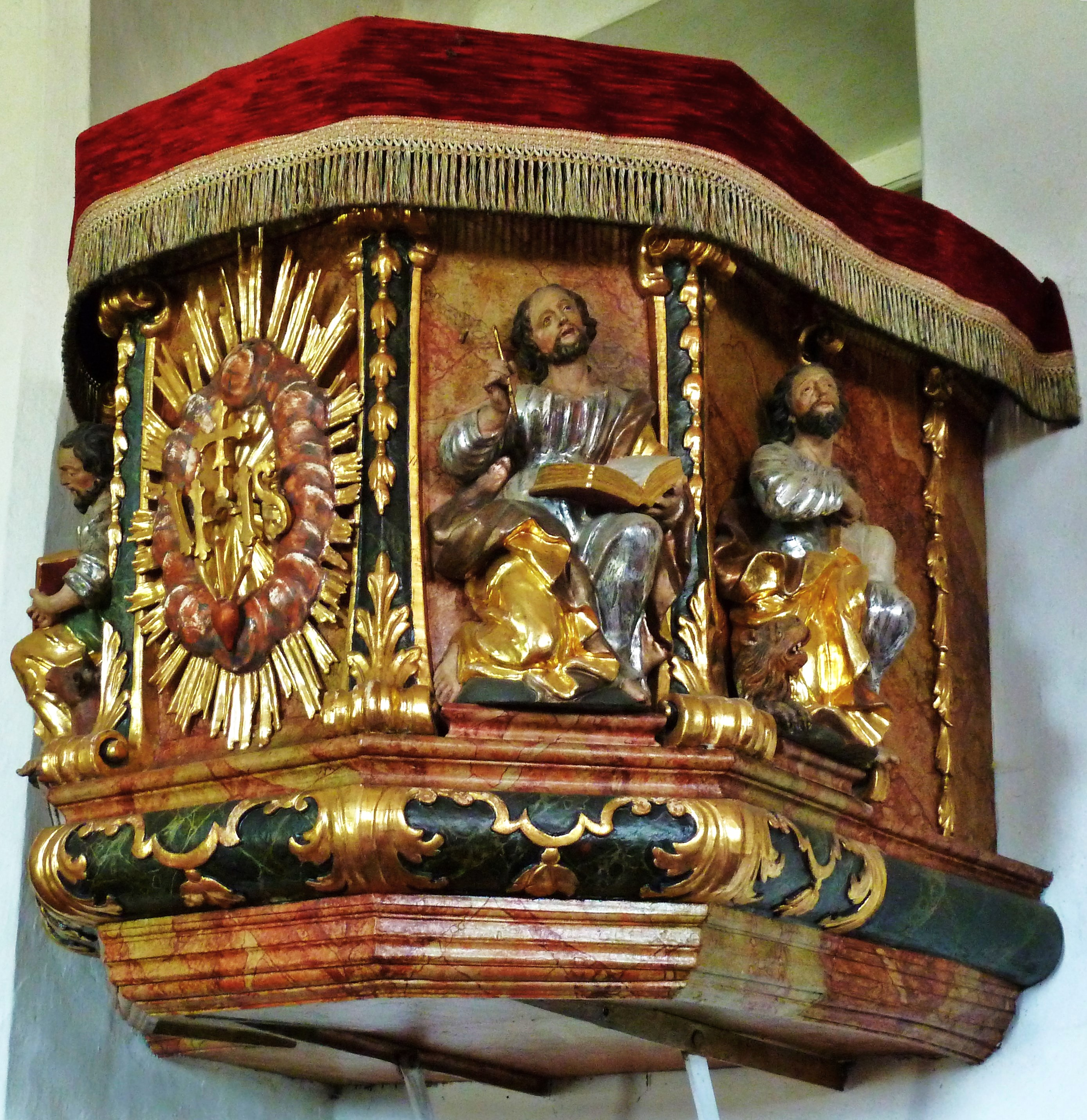
Korb der Kanzel
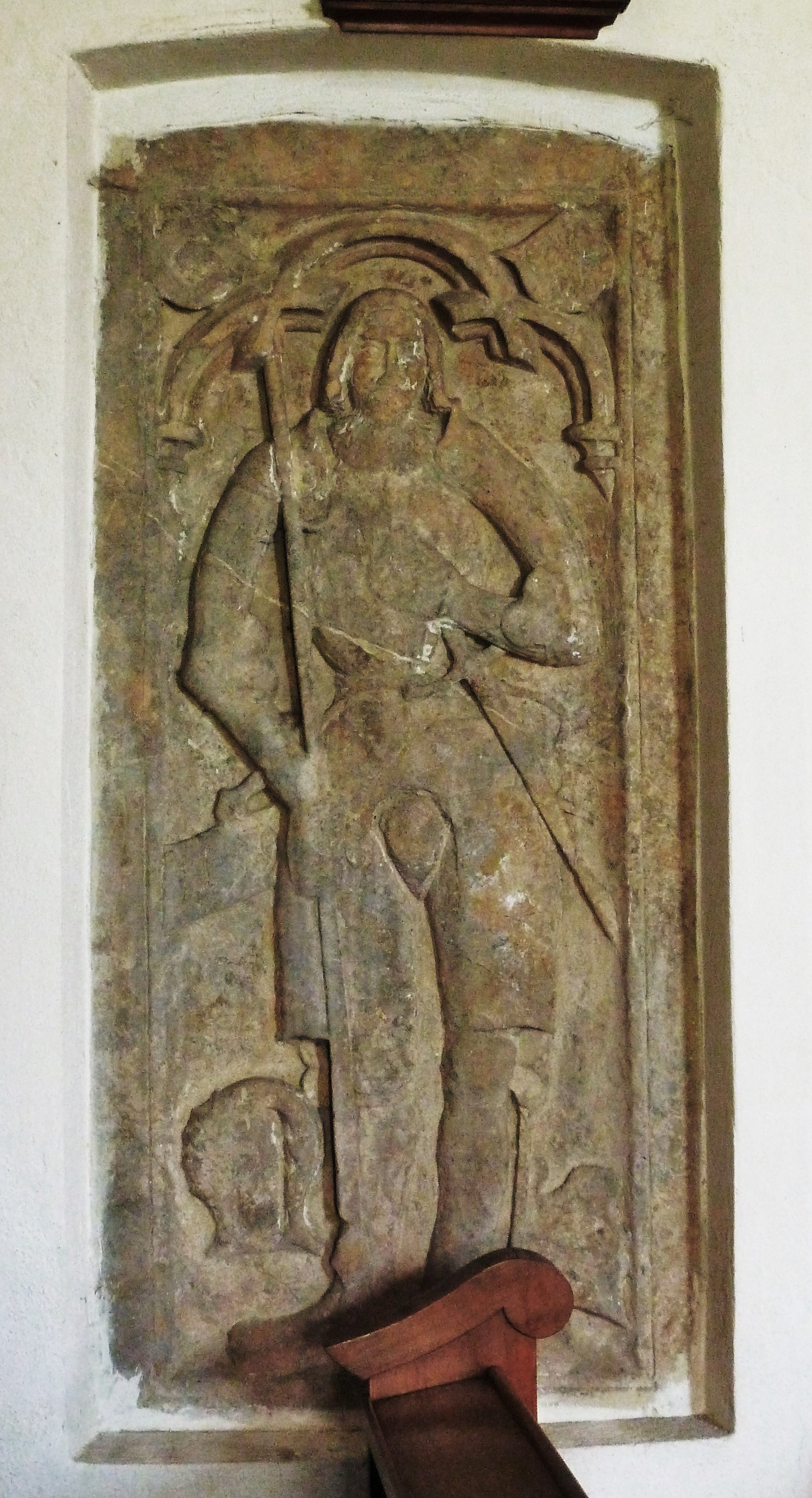
Grabstein eines Ritters in der Langhaus-Nordwand